# فرانسیس جفرز
فرانسیس جفرز (به انگلیسی: Francis Jeffers) بازیکن فوتبال زادهٔ ۲۵ ژانویه ۱۹۸۱ اهل کشور انگلستان است که سابقهٔ بازی در تیم ملی فوتبال انگلستان را در کارنامهٔ خود دارد. وی در تاریخ ۱۲ فوریه ۲۰۰۳ تنها بازی ملی خود را در مقابل تیم ملی فوتبال استرالیا انجام داد.
این بازیکن توانسته در این بازی ملی، ۱ گل به ثمر برساند.